# Novel·la negra

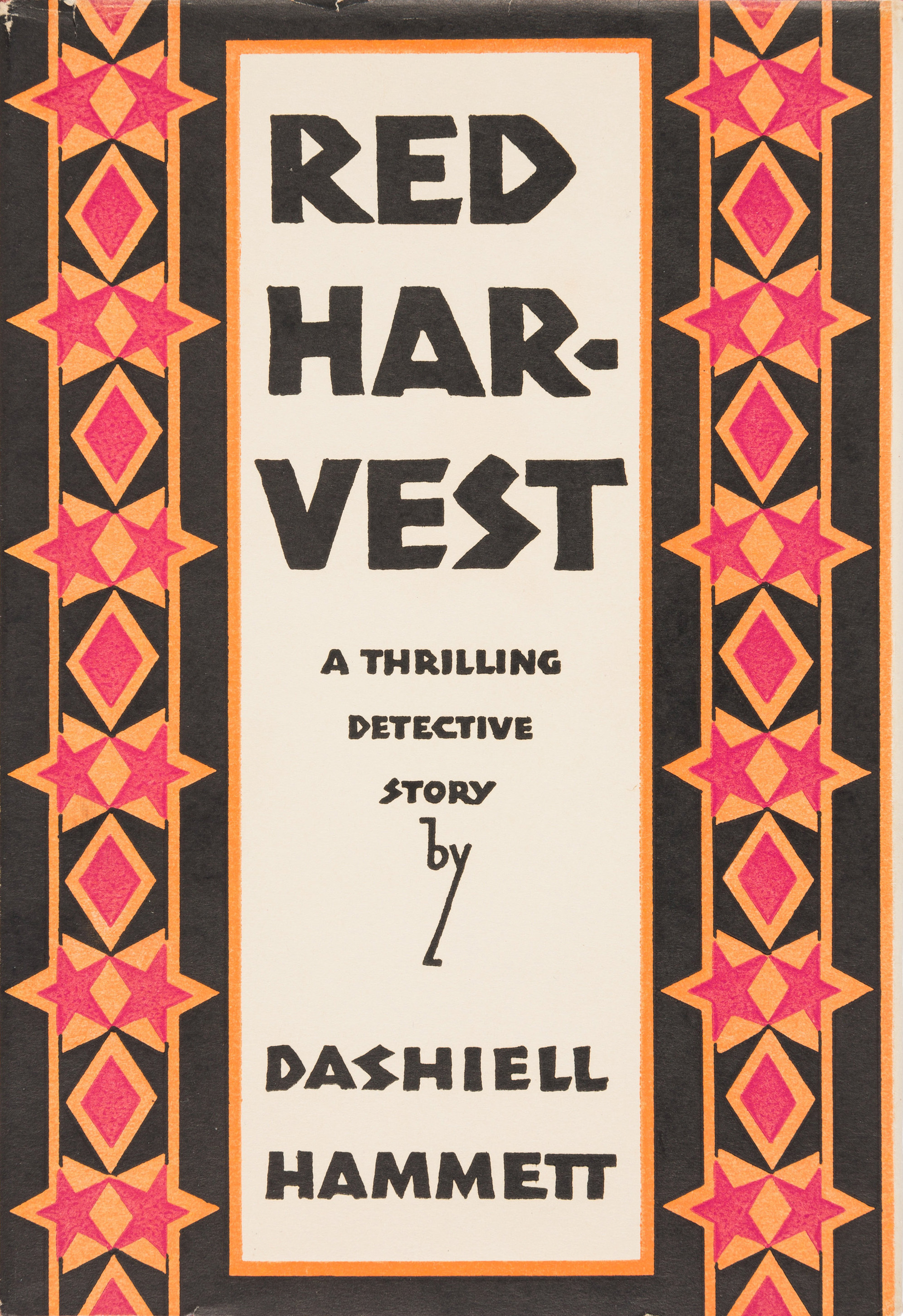
Collita roja (1929), de D. Hammet

La novel·la negra és un gènere literari caracteritzat per l'aplicació de la denúncia social i del realisme crític sobre el crim. Té el seu origen en els relats que els escriptors del moviment hard-boiled van publicar a la revista Black Mask, així com en altres pulps.

## Nomenclatura
El nom del gènere prové de la col·lecció Série noire, impulsada per Marcel Duhamel el 1945 per l'editorial Gallimard, Duhamel va inspirar-se en una doble referència: l'esmentada revista Black Mask i les novel·les de William Irish publicades als anys quaranta, que acostumaven a incloure la paraula “black” en el títol.
Just després de publicar-se la col·lecció de Duhamel, arribà a París les adaptacions cinematogràfiques d'El falcó maltès, Double indemnity i Farewell My lovely. A partir d'aquest moment es consagren els conceptes “cinema negre” i “novel·la negra”. Segons Xavier Coma, “fins aleshores no s'havia reconegut als Estats Units el gènere com a tal, i hom l'incloïa a l'amplíssim camp de la narrativa de misteri, i com a molt, se'n destacaven les tendències o subgèneres hard-boiled, crook-story, crime psychology, etc.”

## Expansió
Si bé no es coneixia com a "novel·la negra", el gènere literari sorgeix als Estats Units durant la dècada de 1920. Els principals autors de la primera generació són Dashiel Hammet, Raoul Whitfield, Horace McCoy, o James M. Cain. Raymond Chandler és considerat el líder de la segona generació d'escriptors del moviment hard-boiled.
A la segona meitat del segle XX la novel·la negra es va estendre arreu del món al mateix temps que incorporava registres d'altres gèneres literaris: novel·la psicològica (Patricia Highsmith), denúncia política (Leonardo Sciascia, Andrea Camilleri), espionatge (John le Carré), reflexió filosòfica (Friedrich Dürrenmatt) o recreació històrica (Umberto Eco, Philip Kerr).
Als Països Catalans, la novel·la negra va ser introduïda als anys cinquanta per Rafael Tasis i ha tingut en Manuel de Pedrolo el seu màxim exponent.